# Ачимово
Ачимово — село в Викуловском районе Тюменской области России. Входит в состав Озёрнинского сельского поселения. По названию села получили название нефтегазоносные ачимовские отложения, залегающие в нижнемеловых слоях на глубинах от 2500 до 4000 м и имеющие гораздо более сложное геологическое строение по сравнению с сеноманскими. Они занимают промежуточное положение между традиционными пластами и более древними и сложными отложениями баженовской свиты.

## География
Село находится в восточной части Тюменской области, в таёжной зоне, в пределах юго-западной части Западно-Сибирской низменности, на берегах реки Барсук, на расстоянии примерно 43 километров (по прямой) к востоку от села Викулова, административного центра района. Абсолютная высота — 94 метра над уровнем моря.
Климат
Климат континентальный с суровой холодной зимой. Годовое количество осадков — 417 мм. Средняя температура января составляет −18,9 °C, июля — +18 °C. Продолжительность периода с
устойчивым снежным покровом — 161 день.
Часовой пояс
Село Ачимово, как и вся Тюменская область, находится в часовой зоне МСК+2. Смещение применяемого времени относительно UTC составляет +5:00.

## Население
| 2010 |
| ---- |
| 134  |

Половой состав
По данным Всероссийской переписи населения 2010 года в половой структуре населения мужчины составляли 47 %, женщины — соответственно 53 %.
Национальный состав
Согласно результатам переписи 2002 года, в национальной структуре населения русские составляли 98 % из 221 чел.